# Proteoideae
Proteoideae es una subfamilia de plantas con flores perteneciente a la familia Proteaceae.

## Tribus y géneros
- Tribu:Conospermeae
  - Géneros:Agastachys - Beaupreopsis - Beauprea - Cenarrhenes - Conospermum - Dilobeia - Isopogon - Petrophile - Stirlingia - Symphionema - Synaphea
- Tribu:Franklandieae
  - Géneros:Adenanthos - Franklandia
- Tribu:Proteeae
  - Géneros:Aulax - Diastella - Faurea - Leucadendron - Leucospermum - Mimetes - Orothamnus - Paranomus - Protea - Serruria - Sorocephalus - Spatalla - Vexatorella